# Tratado de Fontainebleau (1762)
El Tratado de Fontainebleau fue un acuerdo secreto firmado en el castillo de Fontainebleau (Francia) el 13 de noviembre de 1762 entre los reinos de Francia y España por el que Francia cedió a España el territorio histórico norteamericano de la Luisiana, una de las divisiones administrativas de Nueva Francia, el área colonizada por Francia en Norteamérica.

## Historia
El tratado siguió a la batalla de Signal Hill, enmarcada en la Guerra de los Siete Años, una serie de conflictos internacionales desarrollados entre 1756 y 1763, para establecer, entre otros objetivos, la supremacía colonial en América del Norte. Ante la perspectiva de perder sus territorios en Canadá, Luis XV propuso a Carlos III la cesión de la Luisiana francesa, que abarcaba toda la zona central de los actuales Estados Unidos, desde Canadá hasta el Golfo de México, y de la ciudad de Nueva Orleans.
El acuerdo en la forma propuesta habría incluido el vasto territorio de la Luisiana a ambos lados del río Misisipi (incluyendo lo que en aquellos momentos se conocía con el nombre de país de los illinois) y se mantuvo en secreto incluso tras la firma del Tratado de París de 1763, que puso formalmente fin a la Guerra de los Siete Años y que escrituraba las tierras al oeste del Misisipi a nombre de los franceses y las situadas al este (incluyendo Baton Rouge y el país de los illinois) a los británicos. El Tratado de París estableció un periodo de dieciocho meses durante los que los franceses canadienses podrían emigrar libremente. Como resultado, muchos de los emigrantes hoy conocidos  como cajunes se trasladaron a Luisiana y posteriormente descubrirían que esta había sido cedida por Francia a España.
El 21 de abril de 1764 Luis XV notificó por carta al gobernador colonial de Luisiana, Charles Philippe Aubry, el cambio de manos del territorio, iniciando un breve periodo de transición. Los colonos, sin embargo, no aceptaron los hechos y expulsaron al primer gobernador español, Antonio de Ulloa, tras su toma de posesión el 5 de marzo de 1766. El nuevo gobernador, Alejandro O'Reilly, acabó con la rebelión en 1768 e izó oficialmente la bandera española en el territorio en 1769. 
Ambas partes del Misisipi, incluida Baton Rouge, que fue cedida a los británicos y después devuelta a la Florida Occidental tras la Guerra de Independencia de los Estados Unidos, se unieron de nuevo mediante la Compra de Luisiana de 1803 y el Tratado Adams-Onís de 1819.
El Tratado de Fontainebleau de 1762 afianzó la presencia del Imperio español en la América del Norte, territorio que abarcaba desde Florida hasta el Océano Pacífico, y mantuvo el control católico, social y cultural de la región, en oposición a las perspectivas protestantes de control británico.